# Pteromalus micros
Pteromalus micros är en stekelart som beskrevs av Dalla Torre 1898. Pteromalus micros ingår i släktet Pteromalus och familjen puppglanssteklar. Inga underarter finns listade i Catalogue of Life.